# استان سرکادو (اورورو)
استان سرکادو (به اسپانیایی: Provincia de Cercado) یکی از استان‌های بولیوی در بولیوی است که در شهرستان اورورو واقع شده‌است. استان سرکادو ۵٬۱۶۲ کیلومتر مربع مساحت و ۲۴۱٬۲۳۰ نفر جمعیت دارد.